# 3234 Hergiani
3234 Hergiani (1978 QO2) là một tiểu hành tinh vành đai chính được phát hiện ngày 31 tháng 8 năm 1978 bởi Chernykh, N. ở Nauchnyj.